# Dragon Racing
DS Penske (precedentemente Luczo-Dragon Racing) è una scuderia automobilistica statunitense coinvolta in molte aree del motorsport. Dragon Racing è stata fondata nel 2007 da Jay Penske e Stephen J. Luczo. Il team ha gareggiato nella IndyCar Series dal 2007 al 2013 e nel 2014 Dragon Racing è diventato uno dei team fondatori della Formula E. Dal 2022-23 gareggia con il nome DS Penske, essendo stato conosciuto come Dragon / Penske Autosport tra il 2020 e il 2022 e GEOX Dragon tra il 2014 e il 2019.

## Storia

### 2007-2013: Indycar
La squadra ha partecipato per la prima volta alla 500 Miglia di Indianapolis nel 2007 con il pilota Ryan Briscoe. Jay Penske e Stephen J. Luczo erano allora comproprietari del nuovo marchio che si affacciava nel mondo delle corse e il debutto ad Indianapolis fu un vero successo con Briscoe qualificato 7º e arrivato 5º. La macchina aveva una livrea con colorazioni un po' "retro" che ricordavano quella di Rick Mears che vinse l'edizione del 1988 della 500 Miglia di Indianapolis. Nell'anno successivo, il 2008, il gruppo Dragon Racing partecipò ad Indianapolis col pilota Tomas Scheckter, figlio di Jody campione della Formula 1.
Il team nel 2009 per la prima volta partecipa all'intero campionato di IndyCar Series. Per la stagione 2010, la squadra si è fusa con de Ferran Motorsports per formare de Ferran Luczo Drago Racing e Gil de Ferran è così diventato co-proprietario. La squadra corse l'intera stagione col pilota Raphael Matos, oltre a Davey Hamilton che partecipò alla 500 Miglia di Indianapolis.
Per la stagione 2011 della IndyCar Series, è stato ingaggiato il pilota brasiliano Tony Kanaan. Tuttavia, nonostante l'ingaggio di un campione già affermato e nonostante la squadra fosse stata in grado di trovare molte sponsorizzazioni di rilievo, de Ferran ha licenziato Tony Kanaan. L'evento determinò il declino del team.
Nel 2011 si innescò una crisi per il team che inizialmente lo portò a chiudere i battenti per poi trovare, tramite Jay Penske, nuova vitalità e un nuovo pilota da porre sotto contratto, il canadese Paul Tracy. Inoltre il team ha partecipato con due vetture alla 500 Miglia di Indianapolis con i piloti Scott Speed e Ho-Pin Tung.
Nel gennaio 2012 partecipa al campionato con due vetture, una guidata da Katherine Legge, l'altra guidata dal quattro volte campione in Champ Car ed ex pilota di Formula 1 Sébastien Bourdais. Il 12 febbraio 2013 sono stati annunciati i nomi dei due piloti ufficiali, Sebastián Saavedra e Sébastien Bourdais.

### Dragon Racing in Formula E

#### 2014-2015
Nel 2014 il team abbandona l'Indycar per concentrarsi sulla Formula E. Nella prima stagione il team riesce ad issarsi al secondo posto nella classifica mondiale, ottenendo anche una vittoria con Jérôme d'Ambrosio a Berlino.

#### 2015-2016
Nella stagione successiva il team conferma Jérôme d'Ambrosio e Loïc Duval. Il primo riesca a conquistare una vittoria all'E-Prix di Città del Messico 2016 e la squadra termina il campionato al quarto posto.

#### 2016-2017
Per il campionato 2016-2017 la squadra conferma entrambi i piloti e stringe un rapporto di collaborazione tecnica con Faraday Future. Questo cambia il nome della squadra in Faraday Future Dragon Racing, ma i risultati peggiorano rispetto alla stagione precedente, con la conquista di 32 punti e nessun podio. Termina al nono posto nella classifica a squadre.

#### 2017-2018

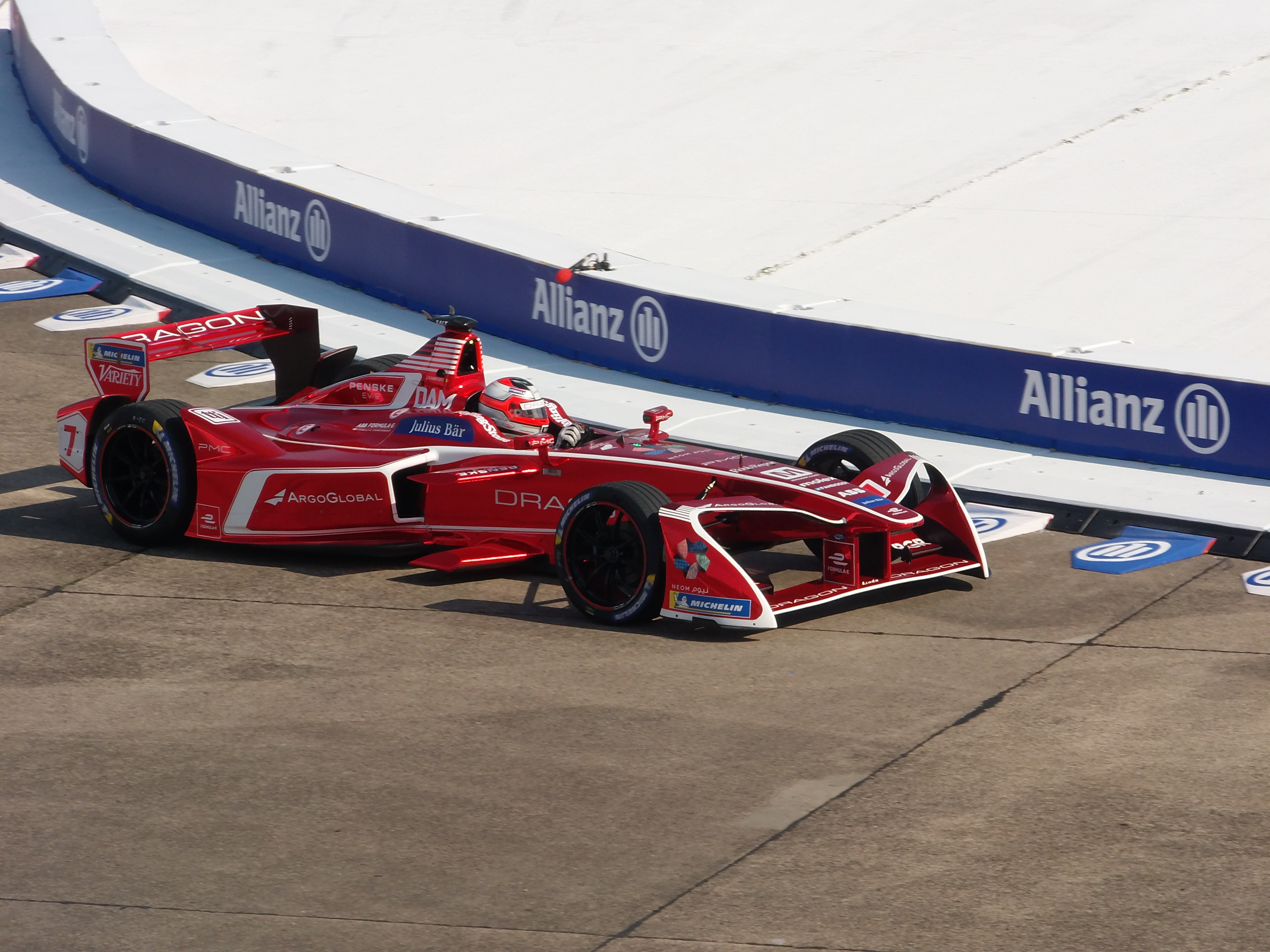
D'Ambrosio a Berlino, nel 2018.

Nella stagione successiva viene confermato Jérôme d'Ambrosio, ma viene affiancato per il primo appuntamento da Neel Jani, il quale viene poi sostituito da José María López. Il miglior risultato della stagione è il terzo posto di D'Ambrosio nell'E-Prix di Zurigo, che è anche l'unico podio della stagione, che si conclude per il team al nono posto della classifica riservata alle squadre.

#### 2018-2019
Per la stagione 2018-2019 viene confermato José María López, e viene affiancato dal debuttante Maximilian Günther. A partire dalla quarta gara della stagione Günther viene sostituito da Felipe Nasr, salvo poi fare ritorno dopo 3 gare. La stagione si rivela essere la peggiore nella storia del team, con due quinti posti di Gunther come risultati migliori.

#### 2019-2020
José María López e Maximilian Günther salutano il team alla fine della precedente stagioni. Penske decide quindi di affidarsi a Brendon Hartley e Nico Müller, il neozelandese lascia però il team dopo l'E-Prix di Marrakech. Come sostituto viene scelto Sérgio Sette Câmara, già pilota di riserva del team. Inoltre, da questa stagione il team inizia a fornire NIO333 con la specifica Penske EV-3.

#### 2020-21
Sette Câmara viene confermato come pilota titolare per la stagione 2020-21 mentre Müller diventa il suo compagno di squadra. Il team inizia la stagione con il powertrain Penske EV-4 della stagione precedente, passando al Penske EV-5 solo all'E-Prix di Monaco. Nell' E-Prix di Valencia, lo svizzero segna il primo podio per il team dal 2018. Müller non completa la stagione con il team, il suo ultimo E-Prix rimane quello di Monaco, a sostituirlo arriva Joel Eriksson. Lo svedese inizialmente avrebbe dovuto correre solamente l'E-Prix di Puebla, tappa che Müller avrebbe saltato causa scontro con il DTM, ma successivamente è arrivata la risoluzione del contratto tra lo svizzero e Dragon.

#### 2021-22
L'ex pilota di F1 Antonio Giovinazzi sostituisce Eriksson, non confermato dal team. Sette Câmara rimane invece per la sua seconda stagione. Il campionato si rivela tra i più difficili per il team che conclude con solamente 2 punti, conquisati dal brasiliano nella terzultima gara. Giovinazzi non conclude la stagione con il team, a sostituirlo per l'ultima gara è il francese Sacha Fenestraz.

#### 2022-23
Nella stagione 2022-23 arriva un importante novità per il team. Penske, come confermato nel 2020, avrebbe dovuto entrare nell'era Gen3 della Formula E ancora in qualità di produttore ma i piani non sono andati a buon fine. Il team entra quindi in una partnership tecnica con DS Automobiles, rimasta senza team dopo lo scioglimento di Techeetah. Il team assume quindi il nome di DS Penske e ufficializza come piloti Jean-Éric Vergne, due volte campione Formula E, e Stoffel Vandoorne, campione in carica.

#### 2023-24
Nella stagione 2023-24 la line-up di piloti viene confermata. In questa stagione viene inoltre ingaggiato l'ingegnere britannico Phil Charles, proveniente da Jaguar, con il ruolo di Deputy Team Principal.

#### 2024-25
Nella stagione 2024-25 viene confermato lo scambio tra Maximilian Günther, in passato già pilota Dragon, e Stoffel Vandoorne. Il tedesco passa in DS Penske mentre il belga in Maserati MSG, altro team Stellantis. Günther riporta alla vittoria il team in Gara 1 dell'E-Prix di Gedda, risultato che mancava da Hyderabad 2023. In Gara 1 dell'E-Prix di Shanghai, DS Penske ottiene la sua prima doppietta in Formula E.

## Piloti che hanno corso per il team Dragon Racing

### Indycar
- Ryan Briscoe (2007)
- Tomas Scheckter (2008)
- Raphael Matos (2009–2010)
- Davey Hamilton (2010)
- Patrick Carpentier (2011)
- Scott Speed (2011)
- Paul Tracy (2011)
- Ho-Pin Tung (2011)
- Katherine Legge (2012)
- Sebastián Saavedra (2013)
- Sébastien Bourdais (2012–2013)

### Formula E
- Oriol Servià (2014-2015)
- Jérôme d'Ambrosio (2014-2018)
- Loïc Duval (2015-2017)
- Mike Conway (2017)
- Neel Jani (2017)
- José María López (2018-2019)
- Maximilan Günther (2018-2019; 2019; 2024 - presente)
- Felipe Nasr (2019)
- Brendon Hartley (2019)
- Nico Müller (2019-2021)
- Sérgio Sette Câmara (2020-2022)
- Joel Eriksson (2021)
- Antonio Giovinazzi (2021-2022)
- Stoffel Vandoorne (2022-2024)
- Jean-Éric Vergne (2022 - presente)

## Risultati in Formula E
| Stagione | Vettura                             | Gomma | No. | Piloti              | 1   | 2   | 3   | 4   | 5   | 6   | 7   | 8   | 9   | 10  | 11  | 12  | 13  | 14  | 15  | 16  | Punti | Pos |
| -------- | ----------------------------------- | ----- | --- | ------------------- | --- | --- | --- | --- | --- | --- | --- | --- | --- | --- | --- | --- | --- | --- | --- | --- | ----- | --- |
| 2014–15  | Spark-Renault SRT 01E               | M     |     |                     | PEC | PUT | PDE | BNA | MIA | LBH | MON | BER | MOS | LON | LON |     |     |     |     |     | 171   | 2º  |
| 2014–15  | Spark-Renault SRT 01E               | M     | 6   | Oriol Servià        | 7   | 7   | 9   | 9   |     |     |     |     |     |     |     |     |     |     |     |     | 171   | 2º  |
| 2014–15  | Spark-Renault SRT 01E               | M     | 6   | Loïc Duval          |     |     |     |     | 7   | 9   | Rit | 3   | 15  | 8   | 3   |     |     |     |     |     | 171   | 2º  |
| 2014–15  | Spark-Renault SRT 01E               | M     | 7   | Jérôme d'Ambrosio   | 6   | 5   | 8   | 14  | 4   | 6   | 5   | 1   | 11  | 2   | 2   |     |     |     |     |     | 171   | 2º  |
| 2015-16  | Spark-Venturi VM200-FE-01           | M     |     |                     | PEC | PUT | PDE | BNA | MEX | LHB | PAR | BER | LON | LON |     |     |     |     |     |     | 143   | 4º  |
| 2015-16  | Spark-Venturi VM200-FE-01           | M     | 6   | Loïc Duval          | 4   | Rit | 4   | 6   | 4   | 8   | Rit | Rit | Rit | 4   |     |     |     |     |     |     | 143   | 4º  |
| 2015-16  | Spark-Venturi VM200-FE-01           | M     | 7   | Jérôme d'Ambrosio   | 5   | 14  | 3   | 16  | 1   | 7   | 11  | 16  | 9   | 3   |     |     |     |     |     |     | 143   | 4º  |
| 2016-17  | Spark-Penske 701-EV                 | M     |     |                     | HKG | MAR | BNA | MEX | MON | PAR | BER | BER | NYC | NYC | MTR | MTR |     |     |     |     | 33    | 8º  |
| 2016-17  | Spark-Penske 701-EV                 | M     | 6   | Loïc Duval          | 14  | 18  | 6   | Rit | Rit |     | 15  | Rit | 5   | 13  | Rit | 19  |     |     |     |     | 33    | 8º  |
| 2016-17  | Spark-Penske 701-EV                 | M     | 6   | Mike Conway         |     |     |     |     |     | 14  |     |     |     |     |     |     |     |     |     |     | 33    | 8º  |
| 2016-17  | Spark-Penske 701-EV                 | M     | 7   | Jérôme d'Ambrosio   | 7   | 13  | 8   | 14  | Rit | Rit | 13  | 13  | Rit | 10  | 11  | 9   |     |     |     |     | 33    | 8º  |
| 2017-18  | Spark-Penske EV-2                   | M     |     |                     | HKG | HKG | MAR | SAN | MEX | PDE | ROM | PAR | BER | ZUR | NYC | NYC |     |     |     |     | 41    | 9º  |
| 2017-18  | Spark-Penske EV-2                   | M     | 12  | Neel Jani           | 18  | 18  |     |     |     |     |     |     |     |     |     |     |     |     |     |     | 41    | 9º  |
| 2017-18  | Spark-Penske EV-2                   | M     | 12  | José María López    |     |     | 6   | Rit | 12  | 8   | 17  | 10  | 18  | 18  | Rit | Rit |     |     |     |     | 41    | 9º  |
| 2017-18  | Spark-Penske EV-2                   | M     | 7   | Jérôme d'Ambrosio   | NC  | 15  | 15  | 8   | 11  | 9   | 7   | 12  | 19  | 3   | 13  | Rit |     |     |     |     | 41    | 9º  |
| 2018-19  | Spark-Penske EV-3                   | M     |     |                     | DIR | MAR | SAN | MEX | HKG | SAY | ROM | PAR | MON | BER | BRN | NYC | NYC |     |     |     | 23    | 10º |
| 2018-19  | Spark-Penske EV-3                   | M     | 6   | Maximilian Günther  | 15  | 12  | Rit |     |     |     | 19  | 5   | Rit | 14  | 5   | Rit | 19  |     |     |     | 23    | 10º |
| 2018-19  | Spark-Penske EV-3                   | M     | 6   | Felipe Nasr         |     |     |     | 19  | Rit | Rit |     |     |     |     |     |     |     |     |     |     | 23    | 10º |
| 2018-19  | Spark-Penske EV-3                   | M     | 7   | José María López    | Rit | 11  | 9   | 17  | 11  | Rit | 16  | 13  | 10  | 20  | SQ  | 12  | Rit |     |     |     | 23    | 10º |
| 2019-20  | Spark-Penske EV-4                   | M     |     |                     | DIR | DIR | SAN | MEX | MAR | BER | BER | BER | BER | BER | BER |     |     |     |     |     | 2     | 11º |
| 2019-20  | Spark-Penske EV-4                   | M     | 6   | Brendon Hartley     | 19  | 9   | Rit | 12  | 19  |     |     |     |     |     |     |     |     |     |     |     | 2     | 11º |
| 2019-20  | Spark-Penske EV-4                   | M     | 6   | Sérgio Sette Câmara |     |     |     |     |     | SQ  | 17  | Rit | 21  | 15  | 19  |     |     |     |     |     | 2     | 11º |
| 2019-20  | Spark-Penske EV-4                   | M     | 7   | Nico Müller         | NP  | Rit | 11  | Rit | 20  | NC  | 14  | 12  | 20  | 17  | 22  |     |     |     |     |     | 2     | 11º |
| 2020-21  | Spark-Penske EV-4 Spark-Penske EV-5 | M     |     |                     | DIR | DIR | ROM | ROM | VAL | VAL | MON | PUE | PUE | NYC | NYC | LON | LON | BER | BER |     | 47    | 11º |
| 2020-21  | Spark-Penske EV-4 Spark-Penske EV-5 | M     | 7   | Sérgio Sette Câmara | 20  | 4   | 16  | 12  | Rit | 21  | 15  | 15  | 16  | 18  | 11  | 17  | 8   | 18  | 18  |     | 47    | 11º |
| 2020-21  | Spark-Penske EV-4 Spark-Penske EV-5 | M     | 6   | Nico Müller         | 21  | 5   | 13  | 9   | 2   | 20  | 18  |     |     |     |     |     |     |     |     |     | 47    | 11º |
| 2020-21  | Spark-Penske EV-4 Spark-Penske EV-5 | M     | 6   | Joel Eriksson       |     |     |     |     |     |     |     | 17  | 15  | 17  | 22  | 16  | 10  | 16  | 16  |     | 47    | 11º |
| 2021-22  | Spark-Penske EV-5                   | M     |     |                     | DIR | DIR | MEX | ROM | ROM | MON | BER | BER | JAK | MAR | NYC | NYC | LON | LON | SEO | SEO | 2     | 11° |
| 2021-22  | Spark-Penske EV-5                   | M     | 7   | Sérgio Sette Câmara | 15  | 17  | 20  | 15  | 12  | 13  | 17  | 19  | 19  | 20  | NP  | 17  | NC  | 9   | 12  | 13  | 2     | 11° |
| 2021-22  | Spark-Penske EV-5                   | M     | 99  | Antonio Giovinazzi  | 20  | 20  | Rit | 18  | Rit | 14  | 20  | 22  | Rit | 19  | Rit | Rit | Rit | Rit | Rit | Inf | 2     | 11° |
| 2021-22  | Spark-Penske EV-5                   | M     | 99  | Sacha Fenestraz     |     |     |     |     |     |     |     |     |     |     |     |     |     |     |     | 16  | 2     | 11° |
| 2022-23  | Spark-DS E-Tense FE23 Gen3          | H     |     |                     | MEX | DIR | DIR | HYD | CAP | SAP | BER | BER | MON | GIA | GIA | POR | ROM | ROM | LON | LON | 163   | 5°  |
| 2022-23  | Spark-DS E-Tense FE23 Gen3          | H     | 1   | Stoffel Vandoorne   | 10  | 11  | 11  | 8   | 8   | 6   | Rit | 8   | 9   | 4   | 9   | 12  | 11  | 8   | 11  | 5   | 163   | 5°  |
| 2022-23  | Spark-DS E-Tense FE23 Gen3          | H     | 25  | Jean-Éric Vergne    | 12  | 7   | 17  | 1   | 2   | 5   | 7   | 3   | 7   | 5   | 16  | 11  | 5   | 15  | Rit | 12  | 163   | 5°  |
| 2023-24  | Spark-DS E-Tense FE23 Gen3          | H     |     |                     | MEX | DIR | DIR | SAP | TOK | MIS | MIS | MON | BER | BER | SHA | SHA | POR | POR | LON | LON | 207   | 3°  |
| 2023-24  | Spark-DS E-Tense FE23 Gen3          | H     | 2   | Stoffel Vandoorne   | 8   | 14  | 5   | 8   | 16  | 8   | Rit | 3   | 7   | 20  | 9   | 6   | 9   | 9   | 9   | 8   | 207   | 3°  |
| 2023-24  | Spark-DS E-Tense FE23 Gen3          | H     | 25  | Jean-Éric Vergne    | 6   | 2   | 8   | 7   | 12  | 6   | 7   | 4   | 2   | 10  | 6   | 7   | 3   | 3   | 17  | 5   | 207   | 3°  |
| 2024-25  | DS E-Tense FE25                     | H     |     |                     | SAP | MEX | GED | GED | MIA | MON | MON | TOK | TOK | SHA | SHA | GIA | BER | BER | LON | LON | 3º    | 145 |
| 2024-25  | DS E-Tense FE25                     | H     | 7   | Maximilian Günther  | 11  | 6   | 1   | Rit | 17  | 10  | 8   | Rit | 10  | 1   | Rit | Rit |     |     |     |     | 3º    | 145 |
| 2024-25  | DS E-Tense FE25                     | H     | 25  | Jean-Éric Vergne    | 9   | 5   | 6   | 7   | 12  | 12  | 6   | 8   | 6   | 2   | 5   | 16  |     |     |     |     | 3º    | 145 |